# Chiesa di San Leonardo (Parma)
La chiesa di San Leonardo è un luogo di culto cattolico dalle forme neobizantine, situato in via San Leonardo 11 a Parma, in provincia e diocesi di Parma; l'edificio dà il nome al quartiere in cui sorge; è sede di una parrocchia compresa nella zona pastorale della città.
Derivato da un antico oratorio in posizione extra moenia, l'edificio fu ricostruito nella prima metà del XX secolo.

## Storia
Un oratorio dedicato a san Leonardo esisteva nella zona della Madonnina già nel 964: verso l'anno 1000 divenne priorato conventuale dipendente dall'abbazia di San Benedetto in Polirone e i benedettini vi eressero accanto un lazzaretto e ospizio per pellegrini.
Il 1º novembre 1298 il cardinale Gerardo Bianchi cedette il priorato e i suoi beni ai cistercensi che li utilizzarono per costruire il monastero di San Martino de' Bocci.
Nel 1546 l'oratorio venne fatto abbattere dal duca Pier Luigi Farnese assieme a tutti gli edifici e agli alberi che si trovavano nel raggio di un miglio all'esterno delle mura cittadine (la cosiddetta "Tagliata", a fini difensivi): il tempio fu ricostruito nel 1587 in un'area vicina e fu consacrato il 4 ottobre dello stesso anno.
Agli inizi del XX secolo la zona della Madonnina conobbe un notevole sviluppo urbanistico e demografico e l'oratorio si rivelò insufficiente alla crescente popolazione: la chiesa fu riedificata tra il 1928 e il 1931 dall'architetto Camillo Uccelli su un terreno donato dalle sorelle Ferrari. Il nuovo edificio fu consacrato il 3 novembre 1935.

## Descrizione
La chiesa è realizzata in forme eclettiche di ispirazione vagamente bizantina.
L'edificio, preceduto da un profondo pronao, è a tre navate separate da ventotto colonne in marmo veronese, con un profondo presbiterio circondato da deambulatorio con abside semicircolare. La facciata è realizzata in mattoni rossi faccia a vista.
La chiesa conserva una Crocifissione secentesca di Giovan Battista Bolognini, una Madonna del Rosario di Giovanni Maria Conti della Camera e una Rosa mistica di Francesco Scaramuzza.